# Фрейзер, Робин
Робин Люсиус Фрейзер (англ. Robin Lucius Fraser; 17 декабря 1966, Кингстон, Ямайка) — американский футболист и тренер.

## Карьера

### Клубная
Робин Фрейзер, родившись в 1966 году на Ямайке, вырос в американском Майами.
Именно в Майами он начал свою профессиональную карьеру в местном «Майами Фридом». После одного сезона он переходит в «Колорадо Фоксес», где проведёт шесть лет.
6 февраля 1996 года на инаугуральном драфте MLS Фрейзер был выбран под общим четвёртым номером клубом «Лос-Анджелес Гэлакси», за который сыграет более ста игр на различных турнирах в течение пяти лет.
2 апреля 2001 года «Гэлакси» обменял Фрейзера в «Колорадо Рэпидз» на три драфт-пика.
14 января 2004 года Фрейзер был обменян в «Коламбус Крю» на два драфт-пика, где закончит карьеру игрока по окончании сезона 2005.

### Сборная
1 июня 1988 года Фрейзер был впервые приглашён в состав сборной США на матч против сборной Чили.
В составе сборной участвовал в Кубке конфедераций 1999 года, на котором американская команда заняла третье место.
Был включён в состав сборной на Золотой кубок КОНКАКАФ 2000 года.
В общей сложности Фрейзер сыграл 27 игр за сборную, но не забил ни одного гола. Последней сборной, против которой сыграл Фрейзер, стала сборная Эквадора. Этот матч состоялся 6 июля 2001 года.

### Тренерская
В 2007 году Фрейзер начинает тренерскую карьеру. Он становится ассистентом главного тренера в «Реал Солт-Лейк».
В январе 2011 года Фрейзер назначается главным тренером «Чивас США» из Лос-Анджелеса. После двух сезонов неудачной работы на этом посту он был отправлен в отставку.
В 2013—2014 годах работал ассистентом главного тренера «Нью-Йорк Ред Буллз» Майка Петке.
В 2015—2019 годах — ассистент главного тренера «Торонто» Грега Ванни.
25 августа 2019 года Фрейзер был назначен главным тренером «Колорадо Рэпидз». По итогам сезона 2021, в котором «Рэпидз» набрал рекордные для клуба 61 очко и занял первое место в Западной конференции, он номинировался на звание тренера года в MLS. 23 марта 2022 года Фрейзер продлил контракт с «Колорадо Рэпидз» на четыре года, до конца сезона 2025. 5 сентября 2023 года Фрейзер был уволен из «Колорадо Рэпидз». К этому времени клуб занимал последнее место в общей турнирной таблице MLS, набрав 19 очков в 26 матчах.

#### Статистика тренерской работы
| Клуб            | Дата начала     | Дата отставки   | Показатели | Показатели | Показатели | Показатели | Показатели    |
| Клуб            | Дата начала     | Дата отставки   | Игры       | Побед      | Поражений  | Ничьи      | Процент побед |
| --------------- | --------------- | --------------- | ---------- | ---------- | ---------- | ---------- | ------------- |
| Чивас США       | 4 января 2011   | 9 ноября 2012   | 73         | 18         | 34         | 21         | 024,66        |
| Колорадо Рэпидз | 25 августа 2019 | 5 сентября 2023 | 129        | 46         | 35         | 48         | 035,66        |
| Всего           | Всего           | Всего           | 202        | 64         | 69         | 69         | 031,68        |

## Достижения
Командные
«Лос-Анджелес Гэлакси»
- Supporters’ Shield: 1998
- Кубок чемпионов КОНКАКАФ: 2000

«Коламбус Крю»
- Supporters’ Shield: 2004

Личные
- Защитник года в MLS?!: 1999, 2004
- Символическая сборная MLS: 1996, 1998, 1999, 2000, 2004
- Матч всех звёзд MLS: 1996, 1998, 1999, 2000